# 馬哈贊巴河

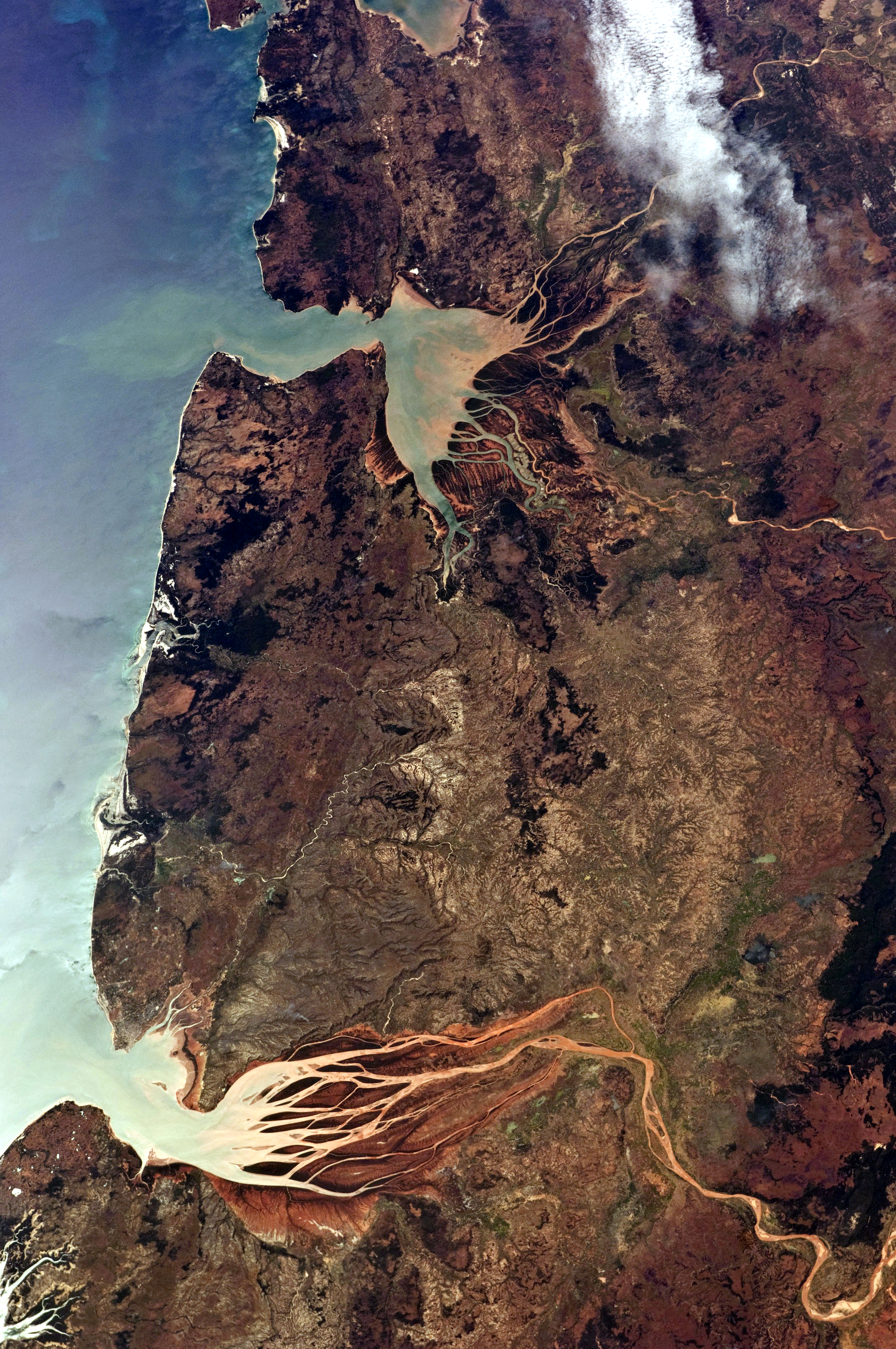

馬哈贊巴河，是馬達加斯加的河流，位於該國北部，由索非亞區負責管轄，流經安卡拉凡茲卡國家公園，河道全長298公里，流域面積14,883平方公里。